# Mindy Smith
Mindy Smith (Long Island, Nueva York, 1 de junio de 1972) es una cantautora y compositora estadounidense de country rock, americana, folk y bluegrass estadounidense.

## Biografía
Smith fue adoptada al nacer por un pastor y su esposa. Creció en Long Island, donde desarrolló su pasión por la música y empezó a cantar. Después de la muerte de su madre de cáncer en 1991, Smith se trasladó a Cincinnati dos años y después a Knoxville, Tennessee. En 1998 se traslada a Nashville para seguir una carrera musical.

### Ascenso a la fama
Smith obtuvo popularidad en 2003 cuando fue llamada para contribuir al álbum de tributo a Dolly Parton Just Because I'm a Woman por Vanguard Records. Su contribución al proyecto fue una versión de la clásica de Parton «Jolene». Dolly Parton hizo los coros en una nueva mezcla de la canción, que fue presentada en su álbum de debut, One Moment More, publicado en enero de 2004. Parton apareció también en el vídeo de Smith para la canción y el dúo también la interpretó en The Tonight Show with Jay Leno.
En 2004 actuó en el Cambridge Folk Festival en el Reino Unido, que fue retransmitido por la Radio de la BBC.

### Long Island Shores
En octubre de 2006, Smith publicó su segundo álbum Long Island Shores. El 10 de enero de 2007 canta el tema «Please Stay» en The Tonight Show with Jay Leno.
Incluyó a Buddy Miller como vocalista a dúo para el tema «What If the World Stops Turning».

### My Holiday
En octubre de 2007, Smith publicó un álbum de Navidad, My Holiday. Además de varios estándares, Smith compuso seis temas originales de Navidad. La canción «Sé la razón» incluye un dúo vocal con Thad Cockrell.

### Stupid Love
En agosto de 2009, Smith publicó su cuarto álbum de estudio, Stupid Love. El 29 de septiembre de 2009, mientras estaba promoviendo el álbum en el espectáculo radiofónico World Cafe, Smith reveló que había sido diagnosticada de un trastorno obsesivo-compulsivo.

### Mindy Smith
En junio de 2012, Smith publicó un álbum de estudio independiente, Mindy Smith, su quinto disco. Con una cubierta dibujada a mano y once canciones, el álbum estuvo encabezado por el sencillo «Closer», el vídeo del cual fue difundido en la CMT.

## Discografía

### Studio albums
| Title                                   | Album details                                                                                     | Peak chart positions | Peak chart positions | Peak chart positions | Peak chart positions | Peak chart positions |
| Title                                   | Album details                                                                                     | US                   | US Heat              | US Indie             | US Rock              | US Folk              |
| --------------------------------------- | ------------------------------------------------------------------------------------------------- | -------------------- | -------------------- | -------------------- | -------------------- | -------------------- |
| One Moment More                         | - Release date: 27 de enero de 2004 - Label: Vanguard Records - Formats: CD, Descarga de música   | 143                  | 2                    | 6                    | —                    | —                    |
| Long Island Shores                      | - Release date: 10 de octubre de 2006 - Label: Vanguard Records - Formats: CD, music download     | 167                  | 6                    | 15                   | —                    | —                    |
| My Holiday                              | - Release date: 9 de octubre de 2007 - Label: Vanguard Records - Formats: CD, music download      | —                    | 8                    | —                    | —                    | —                    |
| Stupid Love                             | - Release date: 11 de agosto de 2009 - Label: Vanguard Records - Formats: CD, music download      | 122                  | 1                    | —                    | 45                   | —                    |
| Mindy Smith                             | - Release date: 26 de junio de 2012 - Label: Giant Leap/TVX Records - Formats: CD, music download | —                    | 17                   | —                    | —                    | 15                   |
| "—" denotes releases that did not chart |                                                                                                   |                      |                      |                      |                      |                      |

### Extended plays
| Title     | Album details                                                                                   |
| --------- | ----------------------------------------------------------------------------------------------- |
| Snowed In | - Released: 29 de octubre de 2013 - Label: Giant Leap/TVX Records - Formats: CD, music download |

### Sencillos
| Year                                    | Single                       | Peak positions | Album              |
| Year                                    | Single                       | US Adult       | Album              |
| --------------------------------------- | ---------------------------- | -------------- | ------------------ |
| 2003                                    | "Jolene" (with Dolly Parton) | —              | One Moment More    |
| 2004                                    | "Come to Jesus"              | 32             | One Moment More    |
| 2004                                    | "One Moment More"            | —              | One Moment More    |
| 2006                                    | "Out Loud"                   | —              | Long Island Shores |
| 2007                                    | "Please Stay"                | —              | Long Island Shores |
| 2009                                    | "Highs and Lows"             | —              | Stupid Love        |
| 2012                                    | "Closer"                     | —              | Mindy Smith        |
| "—" denotes releases that did not chart |                              |                |                    |

### Music videos
| Year | Video                                           | Director                       |
| ---- | ----------------------------------------------- | ------------------------------ |
| 2003 | "Jolene"                                        | Trey Fanjoy                    |
| 2004 | "Come to Jesus"                                 | Sophie Muller                  |
| 2005 | "One Moment More"                               | Sophie Muller                  |
| 2006 | "Out Loud"                                      | Traci Goudie                   |
| 2011 | "Taking You with Me" (with Daniel Tashian)      | Traci Goudie                   |
| 2012 | "Closer"                                        | Fairlight Hubbard/Ryan Hamblin |
| 2013 | "Anymore of This" (with Matthew Perryman Jones) | Fairlight Hubbard              |

## Actuaciones especiales
- Just Because I'm a Woman: The Songs of Dolly Parton (2003) - Track: "Jolene"
- Sweetheart 2005: Love Songs (2005) - Track: "A Nightingale Sang in Berkeley Square"
- This Bird Has Flown – A 40th Anniversary Tribute to the Beatles' Rubber Soul (2005) - Track: "The Word"
- Stronger Than Before - Olivia Newton-John (2005) - Track: "Phenomenal Woman"
- Those Were The Days - Dolly Parton (2005) - Track: "The Cruel War"

## Nominaciones
| Año  | Asociación                  | Categoría                            | Resultado |
| ---- | --------------------------- | ------------------------------------ | --------- |
| 2004 | Americana Music Association | Best New/Emerging Artist of the Year |           |